# Centro de Conservação do Rinoceronte-de-sumatra
O Centro de Conservação do Rinoceronte-de-sumatra, também chamado de Centro de Conservação do Rinoceronte de Sungai Dusun, está localizado em Selangor, Malásia, e foi fundado em 1964. O parque fica próximo a cidade de Tanjung Malim. Possui uma área de 4.330 hectares de florestas tropicais de planícies e pantanosas. A principal função da reserva é a procriação e conservação do rinoceronte-de-sumatra.